# Orfan social
Un orfan social este un copil de care nu are grijă nici un adult, chiar dacă unul sau ambii părinți sunt încă în viață. De obicei, părinții sunt alcoolici, consumatori de droguri sau pur și simplu nu sunt interesați de copil. Prin urmare, nu este același lucru cu un orfan, care nu are părinți în viață. Fenomenul este întâlnit în regiuni precum Ucraina.

## Populația
Într-un studiu din Honduras s-a constatat că 54,3% dintre copiii identificați în mod obișnuit ca „orfani” erau de fapt orfani sociali.
| Cauza orfanului social             | Procentul de orfani de fapt orfani sociali în Honduras |
| ---------------------------------- | ------------------------------------------------------ |
| Situație stradală                  | 19,3%                                                  |
| Șomaj                              | 11,5%                                                  |
| Iresponsabilitatea maternă/paternă | 7,4%                                                   |
| Sărăcie extremă                    | 5,5%                                                   |
| Abuz fizic                         | 5,9%                                                   |
| Dizabilitate                       | 4,7%                                                   |